# Vive
|  | For forskningsinstitutionen, se VIVE – Det Nationale Forsknings- og Analysecenter for Velfærd |
Vive er en landsby ved Mariager Fjord, med 144 indbyggere, beliggende 5 kilometer vest for Hadsund.

## Etymologi
Vive nævnes allerede i 1268 som Vifø. Navnets oprindelse er usikker, men den menes afledt af wif, der angiver et krumt areal.

## Historie
I 1682 bestod Vive af 20 gårde, 1 hus med jord og 8 huse uden jord. Det samlede dyrkede areal udgjorde 412,2 tønder land skyldsat til 63,71 tønder hartkorn. Dyrkningsformen var græsmarksbrug med tægter.
I midten af 1800-tallet havde Vive Kirke, præstegård, skole, kro og vandmølle.
Omkring århundredeskiftet (1900) blev Vive beskrevet således:
Vive (1268: Vifø), ved Landevejen, med Kirke, Præstegd. („Marienborg“), Skole, Forskole, 2 Købmandsforretn. og Vandmølle.
Vive vandmølle lå ca 500 m nord for landsbyen ved Vive Møllebæk, der fra nord strømmede sydpå gennem landsbyen til Mariager Fjord. Selve landsbyen lå i øst-vestlig retning langs landevejen, der forløb parallelt med fjorden. Kirke og præstegård lå i landsbyens vestlige ende, mens skole og smedie lå omtrent midt i landsbyen syd for landevejen.
I 1924 blev Vive beskrevet således:
Vive (1268: Vifø), med Kirke, Præstegd. („Marienborg“), Skole med Forskole (ombygg. 1905), 3 Kbmdshdlr., Forsamlingshus, (opf. 1912) og Vandml.